# Acords de Dayton

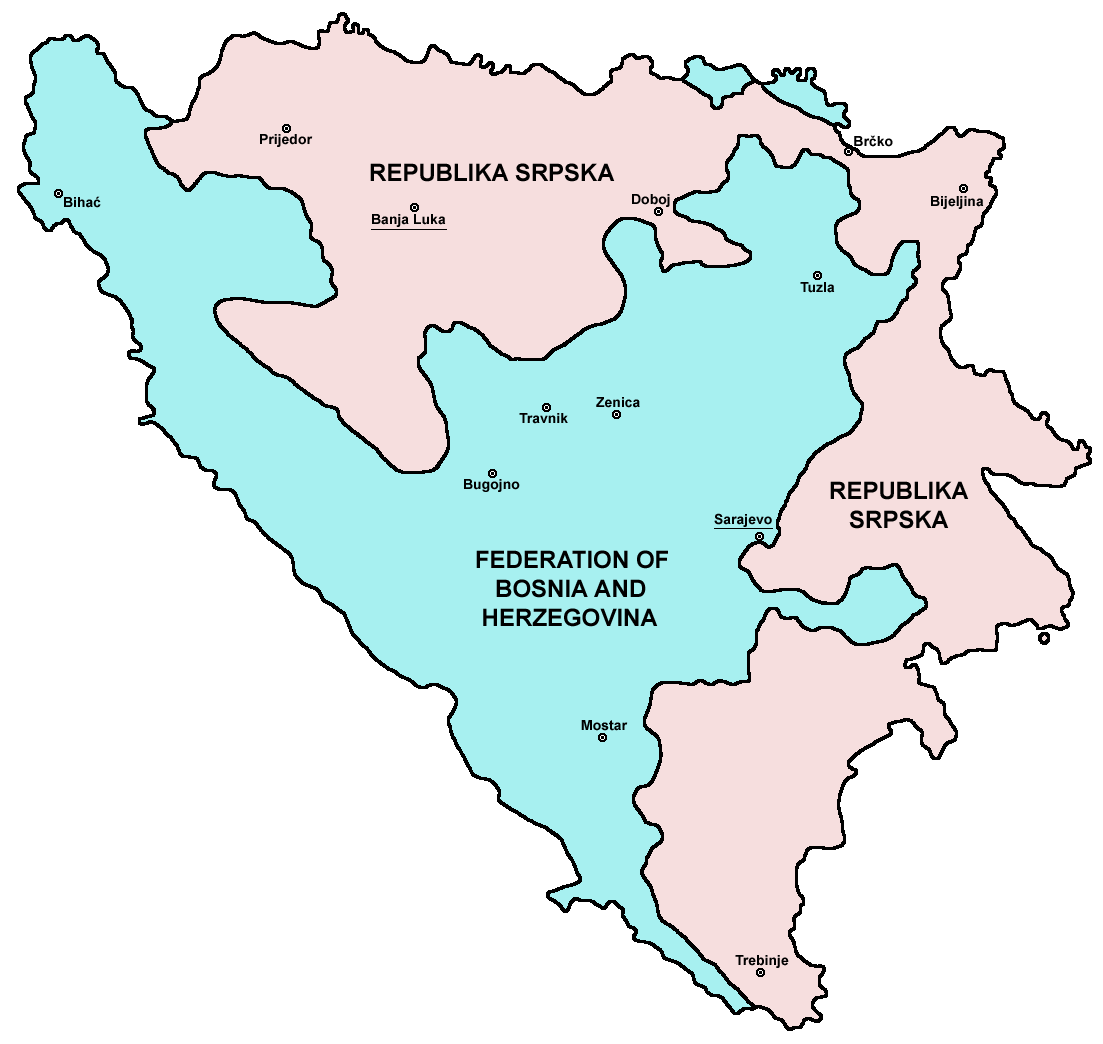
Divisió de Bòsnia i Hercegovina després dels Acords de Dayton.

Els Acords de Dayton és el nom de l'acord de pau a què s'arriba el 21 de novembre del 1995 a la base aèria de Wright-Patterson prop de la ciutat de Dayton, Ohio, als Estats Units, després de vint dies de negociació. Posaven el punt final als tres llargs anys i mig de guerra a Bòsnia, un dels conflictes armats de l'anterior República Federal Socialista de Iugoslàvia.
Els principals participants eren els presidents serbi (Slobodan Milošević), croat (Franjo Tuđman) i bosni (Alija Izetbegović), així com el negociador estatunidenc Richard Holbrooke. També hi varen assistir en representació de la UE Carl Bildt i el ministre d'assumptes exteriors de Rússia Igor Ivanov. Un participant clau en la delegació dels EUA era el general Wesley Clark (que més tard seria el comandant suprem de l'OTAN a Europa (SACEUR) el 1997). El representant militar de l'UK era el coronel David Leakey (més tard comandant de l'EUFOR el 2005).
Els acords de Dayton preveien una partició de Bòsnia i Hercegovina més o menys igualitària entre la Federació de Bòsnia i Hercegovina (croato-bosniana) i la Republika Srpska (bosniana-serbia), així com el desplegament d'una força de pau multinacional.
Bé que formalment van ser signats definitivament a París el 14 de desembre de 1995, aquests acords han passat a la història amb el nom d'acords de Dayton.
Les negociacions s'iniciaven després dels esforços de pau previs infructuosos, de l'operació militar croata de l'agost de 1995 anomenada operació tempesta i les seves seqüeles, i de l'ofensiva militar bosniana-croata contra la Republika Srpska, d'acord amb les Forces d'Operació Deliberada de l'OTAN. També era recent la massacre a la zona segura de Srebrenica, i les acusacions contra els caps militars i líders governamentals serbis davant el ICTY. Durant els mesos de setembre i octubre d'aquell any, la comunitat internacional (especialment els EUA i Rússia), exercien una intensa pressió als líders dels tres costats per assistir a les negociacions a Dayton, Ohio.
El lloc llunyà i segur s'escollia en un intent de restringir l'habilitat dels participants per negociar en els mitjans de comunicació més que a la taula de negociació.
Després d'haver estat inicialitzat a Dayton, l'acord complet i formal era signat a París, França, el 14 de desembre de 1995, assistint a l'acte el president francès Jacques Chirac, el president nord-americà Bill Clinton, el primer ministre anglès John Major, el canceller alemany Helmut Kohl i el primer ministre rus Viktor Chernomyrdin. És per aquest motiu que el nom oficial dels acords de Dayton és l'Acord Marc General per a Pau a Bòsnia i Hercegovina (GFAP) o el Protocol de París.
L'acord considerava les divisions polítiques de Bòsnia i Hercegovina i la seva estructura de govern. El component clau era el traçat de la Línia de Delimitació Interentitat.
En l'acord també s'hi definia l'àmplia gamma d'organitzacions internacionals que controlarien, supervisarien, i en definitiva implementarien els components de l'acord. Dirigit per l'OTAN, l'IFOR (Força d'Implementació) era responsable d'implementar aspectes militars de l'acord i va ser desplegada el 20 de desembre de 1995, fent-se càrrec de les forces de l'UNPROFOR.